# جي بي دي فورميس 2009
جي بي دي فورميس 2009 (بالفرنسية: Grand Prix de Fourmies 2009)‏ هو سباق دراجات هوائية، وهو الموسم رقم 77 من السباق، وأقيم في 13 سبتمبر 2009، وامتدّ لمسافة 205 كيلومتر، وهو أحد سباقات طواف أوروبا للدراجات 2008–09، وهو من نوع سباق يوم واحد، وهو من نوع سباق الدراجات، وقد شارك في السباق 172 متسابقاً ووصل إلى نهايته 152 متسابقاً.
فاز فيه بالمركز الأول رومان فيلو، وبالمركز الثاني مانويل بيليتي، وبالمركز الثالث يوهيني هوتاروفيتش.

## التصنيف العام النهائي
| \| التصنيف العام \| التصنيف العام \| التصنيف العام \| التصنيف العام \| التصنيف العام \| \| العداء \| العداء \| الفريق \| الوقت \| \| \| ------------- \| ----------------- \| ------------------------------------ \| ------------- \| ------------- \| \| 1 \| رومان فيلو \| Agritubel [الإنجليزية]‏ \| \| \| \| 2 \| مانويل بيليتي \| أندروني جوكاتولي-سيدرمك [الإنجليزية]‏ \| \| \| \| 3 \| يوهيني هوتاروفيتش \| La Française des jeux \| \| \| |                   |                          |       |  |
| |                   |                          |       |  |
| مصادر: ProCyclingStats Cycling Archives |                   |                          |       |  |
| التصنيف العام |                   |                          |       |  |
| العداء | العداء            | الفريق                   | الوقت |  |
| 1 | رومان فيلو        | Agritubel ‏               |       |  |
| 2 | مانويل بيليتي     | أندروني جوكاتولي-سيدرمك ‏ |       |  |
| 3 | يوهيني هوتاروفيتش | La Française des jeux    |       |  |

## وصلات خارجية
- لمحة عن سباق جي بي دي فورميس 2009 على موقع  ProCyclingStats   (برو  سايكلنج  ستاتس) - إحصاءات  محترفي  الدراجات.

- جي بي دي فورميس 2009 على موقع إحصائيات الدراجات الإحترافية (الإنجليزية)
- جي بي دي فورميس 2009 في موقع Cycling Archives سايكلنج أركايفز